# Doktor Živago (roman)
‎
Doktor Živago je roman ruskega pisatelja Borisa Pasternaka, napisan leta 1956.
Roman je bil nagrajen z Nobelovo nagrado za književnost, vendar jo je moral avtor zaradi pritiska takratne Sovjetske zveze zavrniti. Na Zahodu je postal roman velika uspešnica, prevedli so ga v 18 jezikov. Gre za izredno osebno in filozofsko vsebino knjige, kjer revolucija poskuša razvrednotiti in izenačiti z ostalimi razredi družbe intelektualca judovskega porekla Doktorja Živago.
Po romanu sta bila posneta ameriški in ruski film. Ameriški film je vsebino romana poenostavil na stopnjo ljubezenske zgodbe med Doktorjem Živagom in Laro. Iz filma je posebej znana melodija Larina pesem.